# انگ‌خواران
انگ‌خواران (به لاتین: Əngəxaran) یک منطقهٔ مسکونی در جمهوری آذربایجان است که در شهرستان شماخی واقع شده‌است. انگ‌خواران ۸۵۶ نفر جمعیت دارد.

## ویژگی‌ها
مردم این روستا تات هستند و در زبان فارسی‌تبار آن‌ها (و هم‌چنین در متون قدیمی‌تر فارسی) انگ به معنی زنبور است و انگ‌خواران به معنای محل پرورش زنبور.

## نگارخانه
- چشمه انگ‌خواران